# Містшовиці
Містшовиці (пол. Mistrzowice) — село в Польщі, у гміні Опатовець Казімерського повіту Свентокшиського воєводства.
Населення — 64 особи (2011).
У 1975-1998 роках село належало до Келецького воєводства.

## Демографія
Демографічна структура на день 31 березня 2011 року:
|          | Загалом | Допрацездатний вік | Працездатний вік | Постпрацездатний вік |
| -------- | ------- | ------------------ | ---------------- | -------------------- |
| Чоловіки | 31      | 0                  | 26               | 5                    |
| Жінки    | 33      | 6                  | 14               | 13                   |
| Разом    | 64      | 6                  | 40               | 18                   |